# Babak Chorramdin

Standbild von Babak Chorramdin in der Stadt Babək im gleichnamigen Rayon in Nachitschewan.

Babak Chorramdin (persisch بابک خرمدین, DMG Bābak-e Ḫorramdīn, auch Babak al-Churrami; * 798 in der Provinz Ardabil; † 4. Januar 838) ist der Name eines persischen und zoroastrischen Nationalhelden aus Aserbaidschan (historisch Âdhurpâdegân), der während der Epoche der Abbasiden, als Führer der Sekte der Churramiten (auch Khorramdīnān, lit. „[dem] guten Glauben [zugehörig]“), das muslimische Kalifat bekämpfte.
Bābak (ursprünglich Pāpak) ist das mittelpersische Wort für Väterchen (vgl. Papa) und war wahrscheinlich nicht sein richtiger Name; der Vater von Ardaschir I., dem Gründer des Sassanidenreichs, hieß ebenfalls Papak. Die Bewegung der Chorramdīnān, die auf der Mazdak-Religion basierte, entstand nach der Ermordung von Abu Muslim von Chorasan durch die abbasidischen Kalifen. 816 erhob sich Bābak im Nordwesten Persiens gegen das arabische Kalifat und konnte auch bald große Gebiete im Westen, bis Isfahan, unter seine Kontrolle bringen. Mehrere Feldzüge der Generäle al-Mamuns konnten abgewehrt werden. Erst 835 gelang es dem abbasidischen General Afschin mit Hilfe türkischer Milizen Babak Chorramdin aus weiten Gebieten des westlichen Iran zurückzudrängen; zuvor war der Offizier Naṣr mit seinen Truppen zu den Byzantinern übergelaufen. Mit der Eroberung der Festung al-Badd 837 war der Aufstand niedergeschlagen. Babak Chorramdin gelang zwar die Flucht nach Armenien, er wurde dort jedoch an abbasidische Truppen verraten und am 4. Januar 838 unter Folter hingerichtet.